# 拉阿尔塔格拉西亚省
拉阿尔塔格拉西亚省（西班牙語：Provincia de La Altagracia，西班牙語發音：[la altaˈɣɾasja]）- 是多明尼加共和國東部海岸的一個省。下轄2個自治市鎮（municipio），以及5個自治市政區（Municipal district），首府在伊圭。

## 概述
在1961年2月，拉羅馬納省脫離拉阿尔塔格拉西亚省。

## 命名
拉阿尔塔格拉西亚省的命名由來為16世紀時西班牙一幅圣母神蹟的紀念畫。

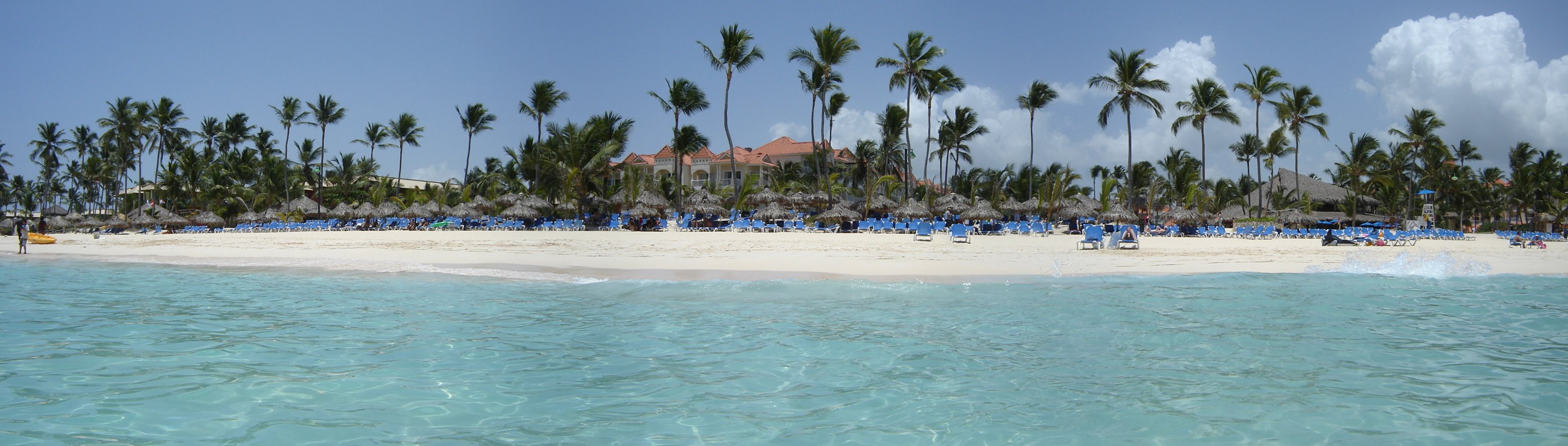
伊圭的旅遊勝地--蓬塔卡納